# Axel Forssén
Karl Axel Forssén, född 12 juli 1888 i Norrköping, död 25 januari 1961, var en svensk arkitekt. 

## Biografi
Efter studentexamen 1908 utexaminerades Forssén från Kungliga Tekniska högskolan 1912 och Kungliga Konsthögskolan 1914. Han var anställd på stadshusets ritkontor i Stockholm 1912–16, hos drätselkammaren i Göteborg 1918–21 och praktiserade som arkitekt i samma stad från 1923. 
Forssén var Vitterhetsakademiens kontrollant vid restaureringen av Varnhems klosterkyrka, ledare av utgrävningarna där 1923–28 och arkitekt i Byggnadsstyrelsen från 1924. Forssén uppgjorde förslag till och ledde restaureringen av 130 kyrkor och 41 kyrkogårdsanläggningar i västra Sverige 1921–46, uppgjorde ritningar till Göteborgs praktiska mellanskola (Katrinelundsgymnasiet) 1939–46 samt till ett flertal kyrkliga byggnader och bostadshus 1929–46. Han ritade bland annat Skärhamns kapell (uppfört 1932) och Hovenäsets kapell (uppfört 1954), båda i Bohuslän. 
Forssén författade Varnhem i serien Sveriges fornminnesplatser (1928) och Lindholmens slottsruin, Lidköping (1934).
Han var far till arkitekten Knut Axel Forsén, född 1925. 

## Bilder av verk i urval

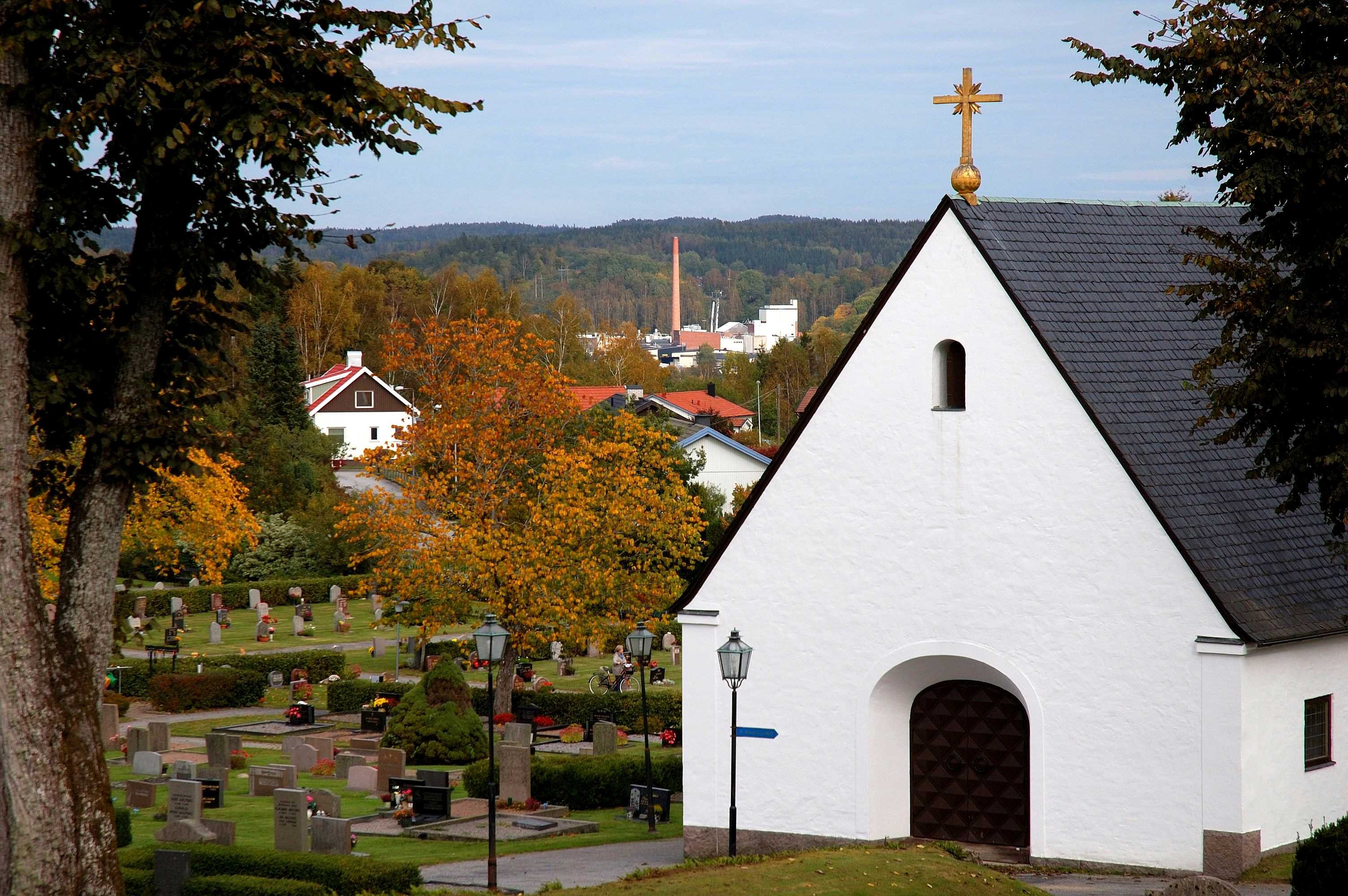
Foss kyrkas gravkapell
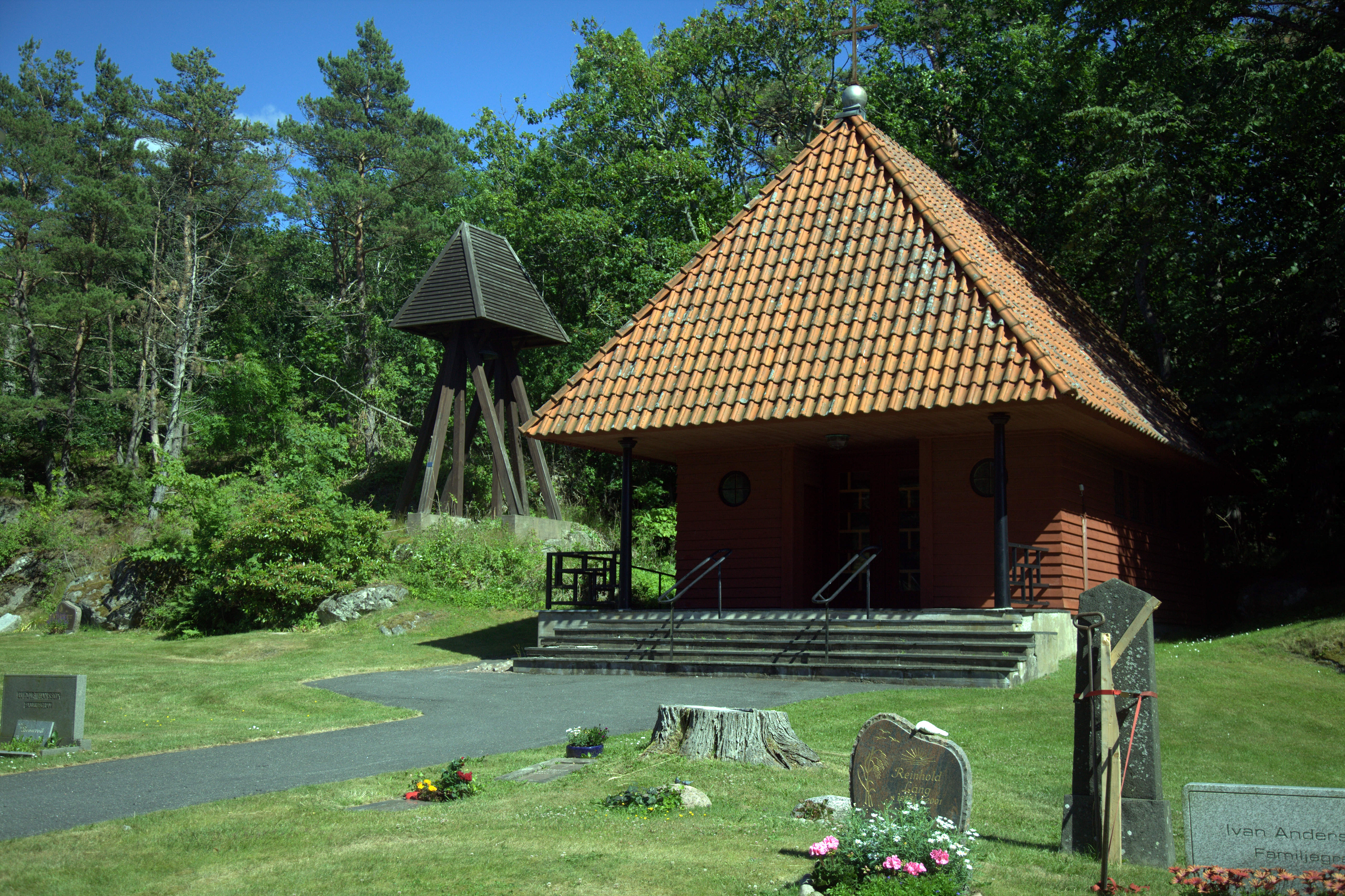
Marstrands gravkapell
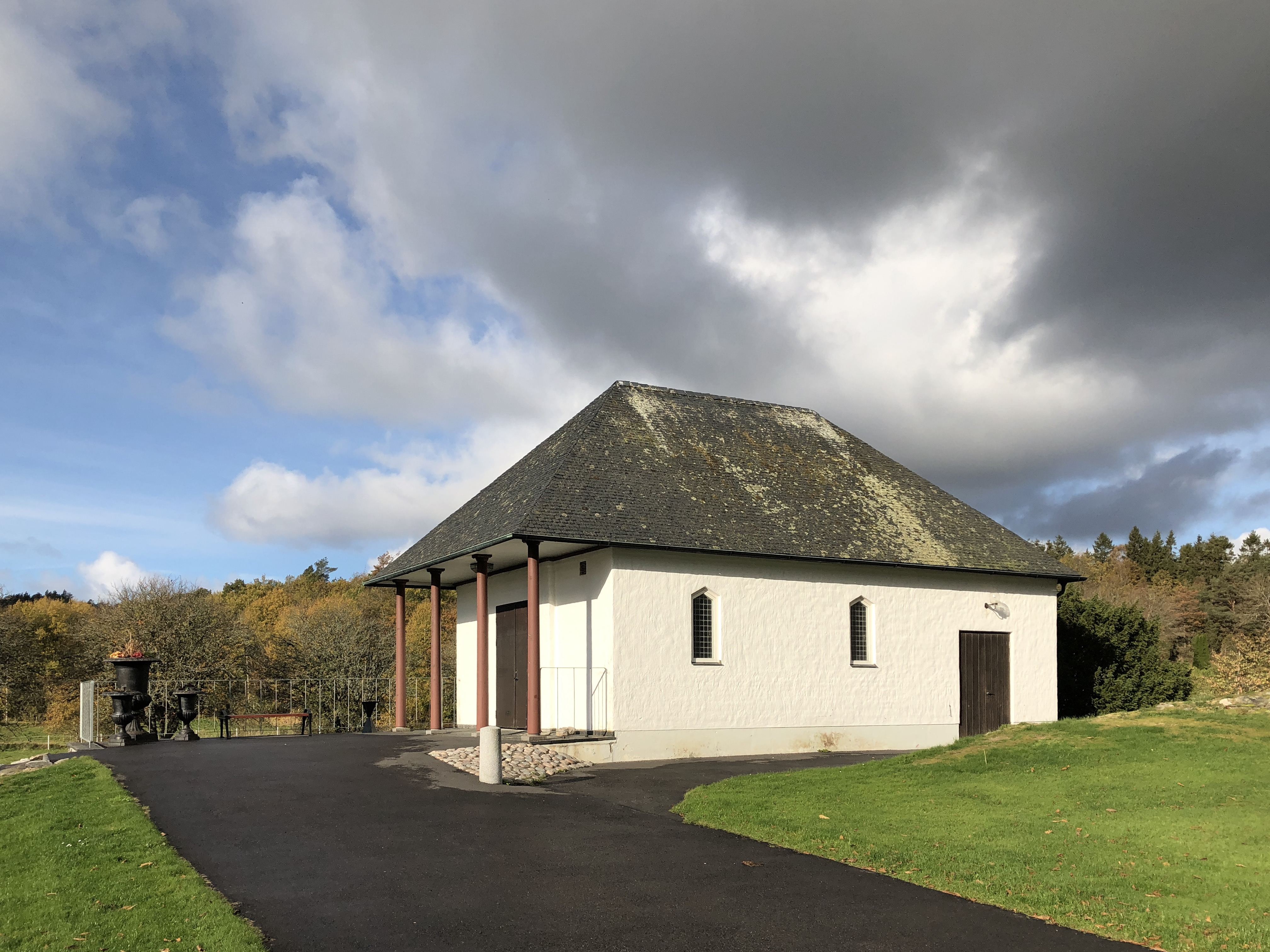
Gravkapell vid Släps kyrka
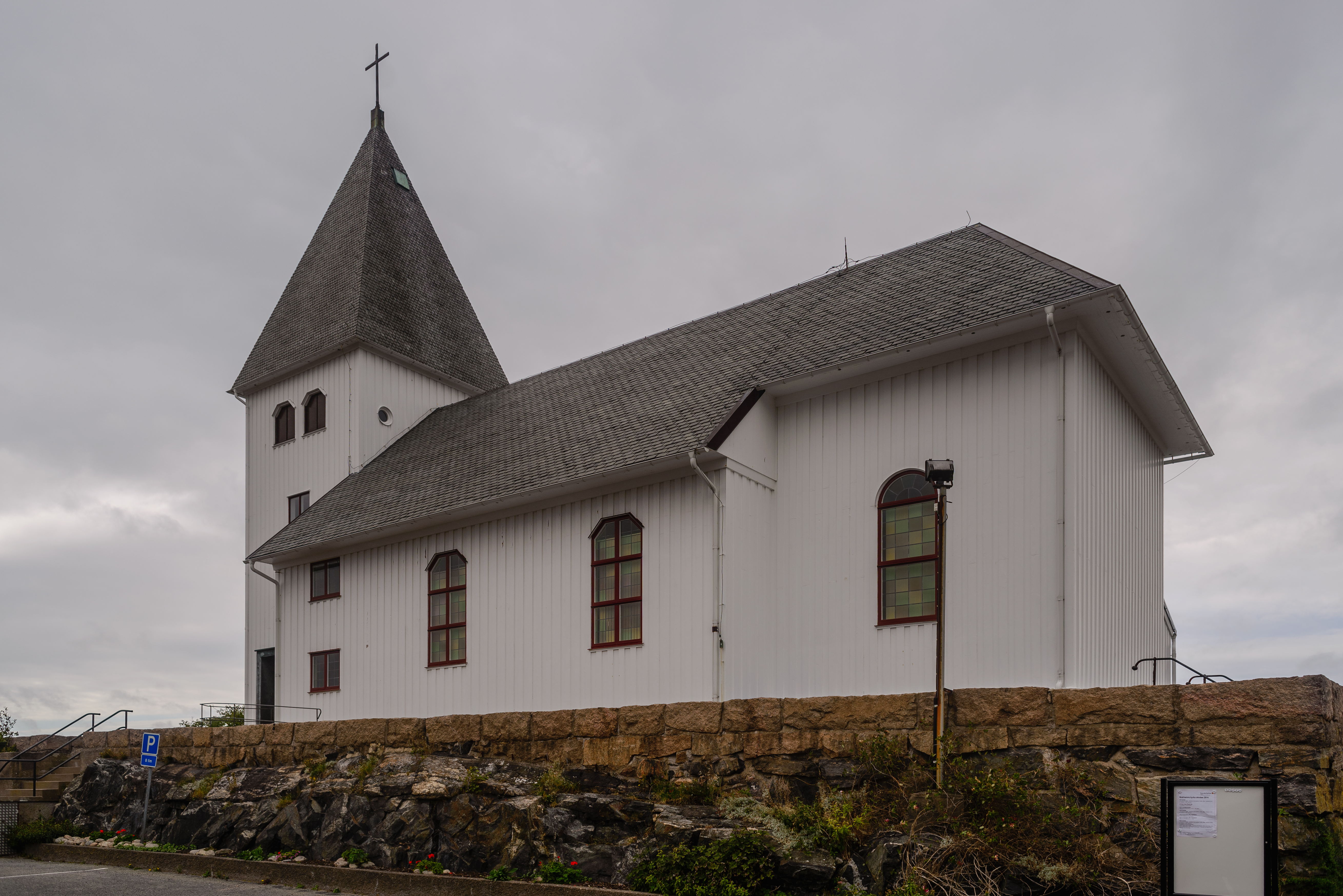
Skärhamns kyrka
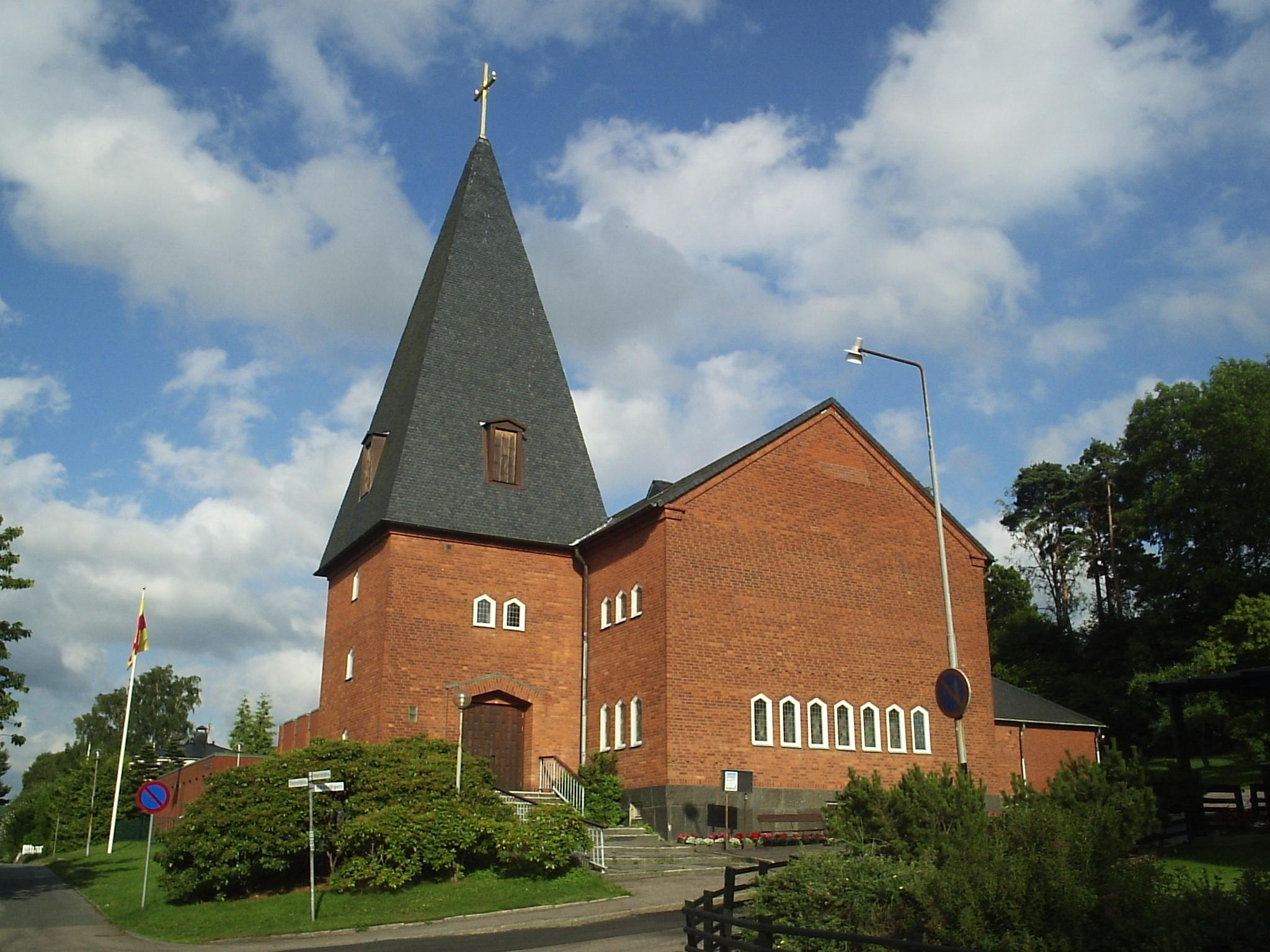
Sävedalens kyrka